# Jason Dunn
Jason Dunn (26 dicembre 1982) è un cantante canadese, noto per essere il cofondatore degli Hawk Nelson.
Nel 2012 lasciò la band per un progetto da solista chiamato Lights Go Down.

## Discografia

### Hawk Nelson
- 2000: Riding Around the Park,
- 2003: Saturday Rock Action
- 2004: Letters to the President
- 2006: Smile, It's the End of the World
- 2008: Hawk Nelson Is My Friend
- 2009: Live Life Loud
- 2011: Crazy Love
- 2013: Made

### Lights Go Down
- 2012: Abandon Progress [2]